# 吉田羊治郎
吉田 羊治郎（よしだ ようじろう、1871年3月31日〈明治4年2月11日〉- 1939年〈昭和14年〉11月11日）は、明治後期から昭和前期の政治家、衆議院議員（1期）、貴族院議員、滋賀県会議員、滋賀県多額納税者。

## 経歴
滋賀県犬上郡高宮村（現・彦根市）生まれ。吉田与三平の二男。1890年（明治23年）滋賀県商業学校（現・滋賀県立八幡商業高等学校）卒。1911年（明治44年）8月26日、高宮村長になった。町制施行後もそのまま在職し、1915年（大正4年）8月27日に退任した。同年9月、犬上郡選出の滋賀県会議員になった。そのほか、高宮町会議員、同参事会員、所得税調査委員、帝国農会議員、近江水力電気、大正製棉各(株)取締役、滋賀県農工銀行頭取、近江商業銀行、江若鉄道(株)各監査役となった。
1917年（大正6年）の第13回衆議院議員総選挙において滋賀県郡部から無所属で立候補して当選する。しばらくは、無所属であったが、第41回議会より、正交倶楽部に所属した。衆議院議員を1期務め、1920年（大正9年）の第14回衆議院議員総選挙には立候補しなかった。
1925年（大正14年）9月29日、貴族院多額納税議員に就任し、1939年（昭和14年）9月28日まで務めた。退任後の11月に死去した。